# Nowonikołajewskij (obwód saratowski)
Nowonikołajewskij (ros. Новониколаевский) – osiedle w Rosji, w obwodzie saratowskim, w rejonie bałakowskim. W 2021 liczyło 861 mieszkańców.